# Kenton (Tennessee)
Kenton é uma cidade  localizada no estado norte-americano de Tennessee, no Condado de Gibson e Condado de Obion.

## Demografia
Segundo o censo norte-americano de 2000, a sua população era de 1306 habitantes.
Em 2006, foi estimada uma população de 1306, um aumento de 0 (0.0%).

## Geografia
De acordo com o United States Census Bureau tem uma área de
5,2 km², dos quais 5,2 km² cobertos por terra e 0,0 km² cobertos por água. Kenton localiza-se a aproximadamente 111 m acima do nível do mar.

## Localidades na vizinhança
O diagrama seguinte representa as localidades num raio de 20 km ao redor de Kenton.